# Stàraia Andréievka
Stàraia Andréievka (en rus: Старая Андреевка) és un poble de l'óblast de Tambov, a Rússia, segons el cens del 2010 tenia 3 habitants.